# Hajipur
Hajipur è una suddivisione dell'India, classificata come municipality, di 119.276 abitanti, capoluogo del distretto di Vaishali, nello stato federato del Bihar. In base al numero di abitanti la città rientra nella classe I (da 100.000 persone in su).

## Geografia fisica
La città è situata a 25° 40' 60 N e 85° 13' 0 E e ha un'altitudine di 45 m s.l.m..

## Società

### Evoluzione demografica
Al censimento del 2001 la popolazione di Hajipur assommava a 119.276 persone, delle quali 63.762 maschi e 55.514 femmine. I bambini di età inferiore o uguale ai sei anni assommavano a 19.439, dei quali 10.211 maschi e 9.228 femmine. Infine, coloro che erano in grado di saper almeno leggere e scrivere erano 71.417, dei quali 42.868 maschi e 28.549 femmine.